# Concert pentru violoncel

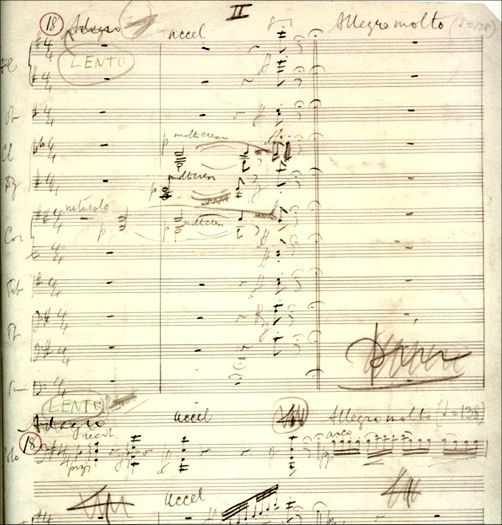
Manuscrisul concertului pentru violoncel al lui Elgar

Concertul pentru violoncel este un concert pentru violoncel solo și orchestră, doar ocazional pentru un grup mic de instrumente. 
Asemenea lucrări au fost compuse din perioada barocului, dacă nu chiar mai devreme. Totuși, spre deosebire de vioară, violoncelul s-a aflat în competiție acerbă cu viola da gamba, mult mai frecvent utilizată. Din acest motiv s-au compus puține concerte importante pentru violoncel înainte de secolul al XIX-lea - excepții făcând cele compuse de Vivaldi, C.P.E. Bach, Haydn și Boccherini. Violoncelul a fost complet recunoscut ca instrument solo în perioada romantică prin concertele compuse de Schumann, Saint-Saëns și Dvořák. Din acel moment concertele pentru violoncel au devenit tot mai frecvente. Compozitorii din secolul al XX-lea au transformat violoncelul într-un instrument concertistic standard, alături de concertele pentru pian și vioară, deja uzuale, printre cele mai importante concerte fiind cele compuse de Elgar, Prokofiev și Hindemith. Majoritatea compozitorilor postbelici (printre care Șostakovici și Ligeti) au compus cel puțin unul.
Un aspect foarte important pe care trebuie să îl ia compozitorii în vedere atunci când compun un concert pentru violoncel este ambitusul instrumentului. Datorită timbrului grav al acestuia, îi este mult mai dificil să iasă în evidență decât viorii iar notele grave se pot pierde atunci când instrumentul nu interpretează solo. Din acest motiv compozitorii au modificat componența orchestrelor pentru a permite violoncelului solo să interpreteze și în registrul grav.

## Exemple
- Carl Philipp Emanuel Bach
  - Concertul pentru violoncel în La minor
  - Concertul pentru violoncel în Si bemol major
  - Concertul pentru violoncel în La major
- Luigi Boccherini
  - 12 concerte pentru violoncel
- Antonín Dvořák
  - Concertul pentru violoncel nr. 1 în La major (publicat postum)
  - Concertul pentru violoncel nr. 2 în Si minor, Op. 104 (1894-1895)
- Edward Elgar
  - Concertul pentru violoncel în Mi minor, Op. 85 (1918-1919)
- George Enescu
  - Simfonie concertantă în Si minor pentru violoncel și orchestră, Op. 8 (1901)
- Joseph Haydn
  - Concertul pentru violoncel nr. 1 în Do major
  - Concertul pentru violoncel nr. 2 în Re major
  - Alte câteva concerte a căror autenticitate este dezbătută
- Paul Hindemith
  - Concertul pentru violoncel în Mi bemol major, Op. 3 (1916)
  - Kammermusik No. 3 pentru violoncel și 10 instrumente, Op. 36/2 (1925)
  - Concertul pentru violoncel în Sol major (1940)
- Aram Haciaturian
  - Concertul pentru violoncel în Mi minor (1946)
  - Concertul-rapsodie în Re minor (1963)
- Édouard Lalo
  - Concertul pentru violoncel în Re minor (1876)
- György Ligeti
  - Concertul pentru violoncel (1966)
- Serghei Prokofiev
  - Concertul pentru violoncel, Op. 58
  - Simfonie-Concert, Op. 125 (o revizuire a Op. 58)
  - Concertino pentru violoncel în sol minor, Op. 132 (neterminat)
- Camille Saint-Saëns
  - Concertul pentru violoncel nr. 1 în La minor, Op. 33 (1872)
  - Concertul pentru violoncel nr. 2 în Re minor, Op. 119 (1902)
- Robert Schumann
  - Concertul pentru violoncel în La minor, Op. 129 (1850)
- Dmitri Șostakovici
  - Concertul pentru violoncel nr. 1 în Mi bemol major, Op. 107 (1959)
  - Concertul pentru violoncel nr. 2 în Sol major/minor, Op. 126 (1966)
- Antonio Vivaldi
  - Cel puțin 25 de concerte pentru violoncel
  - Dublu concert pentru doi violoncei în Sol minor, RV 531